# Mark Spitz
Mark Spitz (n. 10 februarie 1950, Modesto, California, SUA) este un fost campion mondial la înot nord-american. El a câștigat la Jocurile Olimpice de vară din 1972 în München, șapte medalii de aur, stabilind și un nou record mondial.

## Palmares
| Medalii obținute la înot: |                  |                     |
| Aur                       | 200 m fluture    | 2:00,70 min. (1972) |
| Aur                       | 4×100 m, ștafetă | 3:26,42 min. (1972) |
| Aur                       | 200 m liber      | 1:52,78 min. (1972) |
| Aur                       | 100 m fluture    | 0:54,27 min. (1972) |
| Aur                       | 4×200 m ștafetă  | 7:35,78 min. (1972) |
| Aur                       | 100 m liber      | 0:49,22 min. (1972) |
| Aur                       | 4×100 m ștafetă  | 3:45,16 min. (1972) |